# Skeletá
Skeletá è il sesto album in studio del gruppo rock svedese Ghost.
È stato pubblicato il 25 aprile 2025 dalla Loma Vista Recordings; preceduto dai singoli Satanized, Lachryma e Peacefield, ha raggiunto la prima posizione della classifica Billboard 200.

## Pubblicazione
La band ha annunciato l'album in concomitanza all'uscita del singolo principale Satanized il 5 marzo 2025. Il secondo singolo estratto dall'album, Lachryma, è stato pubblicato l'11 aprile 2025, seguito il 22 aprile da Peacefield.
Insieme all'annuncio dell'album, la band ha rivelato il nome del nuovo papa, chiamato Papa V Perpetua. Secondo il gruppo, il debutto del nuovo papa in Satanized era per simboleggiare il suo abbandono alle «forze oscure».

## Tracce
Testi e musiche di Tobias Forge; autori aggiuntivi dove indicato.
1. Peacefield – 5:40 (Salem Al Fakir, Vincent Pontare)
2. Lachryma – 4:36 (Max Grahn)
3. Satanized – 3:56 (Al Fakir, Pontare)
4. Guiding Lights – 3:24 (Grahn)
5. De Profundis Borealis – 4:32 (Grahn)
6. Cenotaph – 4:17 (Grahn)
7. Missilia Amori – 4:31
8. Marks of the Evil One – 4:15
9. Umbra – 5:31 (Grahn)
10. Excelsis – 6:01 (Grahn)

## Formazione
Ghost
- Papa V Perpetua - voce, basso (tutte le tracce)
- Un gruppo di ghoul senza nome

Personale aggiuntivo
- Fredrik Åkesson – chitarra solista (tracce 1-3, 6-9)
- Salem Al Fakir – tastiere
- Martin Sandmark Eriksson – chitarra ritmicha
- Max Grahn – batteria
- Vincent Pontare – sintetizzatori
- Tove Burman – voce (tracce 1, 3)
- Anthony Nichols – cori
- Per Larsson – cori
- Olle Vidner – cori
- Liv Howell – cori
- Joel Eberhardsson – cori
- Kristoffer Brander – cori
- Glädje Kalle Olsson – cori
- Jakob Grubbström – cori
- Emilia Hildebrand – cori
- Julia Fridberger – cori
- Katrin Jocham – cori
- Love Kihl – cori
- Rebecka Brostedt – cori
- Celina Larsson – cori
- Freja Högemark – cori
- Elisa Hedin – cori
- Emilia Karlborg – cori
- Susanna Appelgren – cori
- Martin Classon – cori
- Erik Uhlin – cori
- August Goldhahn – cori

## Accoglienza

### Successo commerciale
Skeletá ha debuttato alla prima posizione della classifica Billboard 200 il 4 maggio 2025, principalmente grazie alla vendita delle copie fisiche dell'album. Skeletá è il primo album di un artista svedese a raggiungere la vetta della Billboard 200, dopo Happy Nation degli Ace of Base nel 1993.

### Critica
| Recensione       | Giudizio |
| ---------------- | -------- |
| Metacritic       | 78/100   |
| AllMusic         |          |
| Blabbermouth.net | 8/10     |
| The Irish Times  |          |
| Kerrang!         | 4/5      |
| NME              |          |

Su Metacritic Skeletá ha ricevuto un punteggio di 78/100 sulla base di nove recensioni critiche.

### Classifiche
| Classifica (2025)                | Posizione massima |
| -------------------------------- | ----------------- |
| Australia                        | 1                 |
| Austria                          | 1                 |
| Belgio (Fiandre)                 | 1                 |
| Belgio (Vallonia)                | 2                 |
| Canada                           | 2                 |
| Danimarca                        | 23                |
| Finlandia                        | 1                 |
| Francia                          | 4                 |
| Francia - Rock & Metal           | 1                 |
| Germania                         | 1                 |
| Grecia                           | 9                 |
| Islanda                          | 31                |
| Irlanda                          | 6                 |
| Italia                           | 26                |
| Nuova Zelanda                    | 14                |
| Norvegia                         | 2                 |
| Paesi Bassi                      | 2                 |
| Scozia                           | 3                 |
| Spagna                           | 5                 |
| Svezia                           | 1                 |
| Svezia - Hard rock               | 1                 |
| Svizzera                         | 1                 |
| Regno Unito                      | 2                 |
| Regno Unito - Rock and Metal     | 1                 |
| Stati Uniti                      | 1                 |
| Stati Uniti - Independent        | 1                 |
| Stati Uniti - Rock & Alternative | 1                 |
| Ungheria (album digitali)        | 31                |
| Ungheria (album fisici)          | 23                |